# 헨리와 준
헨리와 준(Henry and June: From the Unexpurgated Diary of Anaḯs Nin)은 아나이스 닌의 비공개된 일기에서 발췌된 것을 책으로 엮은 것으로 1986년에 발표되었다.  주된 내용은 소설가인 헨리 밀러와 그의 아내인 준 밀러와 작가의 관계를 적은 것이다. 이 책을 소재로 한 영화가 1990년에 상영되었다.필립 코프먼의 감독으로 프레드 워드가 헨리로 우마 떨먼이 준으로 캐스팅되었다.  이 영화는 미국에서 NC-17으로 등급이 매겨져서 논란이 일었다.